# Russula purpureofusca
Russula purpureofusca är en svampart som tillhör divisionen basidiesvampar, och som beskrevs av Robert Kühner. Russula purpureofusca ingår i släktet kremlor, och familjen kremlor och riskor. Arten har ej påträffats i Sverige.